# Karlova (Tartu)
Karlova est un quartier de Tartu en  Estonie. 

## Présentation
D'une superficie de 230 hectares, Karlova est un quartier relativement compact avec une ligne architecturale uniforme construite sur les terres du manoir de Karlova près du centre-ville.
L’urbanisation est apparue pendant une courte période à la fin du 19e et au début du 20e siècle, lorsque de nombreux ruraux ont cherché un emploi dans les villes et s'y sont installés.
À cette époque, Karlova était situé en dehors des frontières de Tartu, Karlova n'a été intégrée à la ville qu'en 1916, et donc des réglementations de construction différentes de Tartu s'y appliquaient. 
Parmi les architectes, Fromhold Kangro, dont les maisons qu'il a conçues peuvent être trouvées en abondance à Karlova, a laissé la marque la plus profonde à Karlova, . 
La rue principale du quartier est Tähe tänav, qui part de l'Ancien observatoire de l'université de Tartu sur Toomemägi et traverse en ligne droite Karlova. 
Karlova est bordée par la rue Võru tänav à l'ouest et Emajõgi à l'est.

## Démographie
Au 31 décembre 2013, Karlova compte 9 073 habitants  soit 27,34% de toute la ville, en 2020 il compte 8 444 habitants.
Sa superficie est de 2,30 km2. 

## Galerie

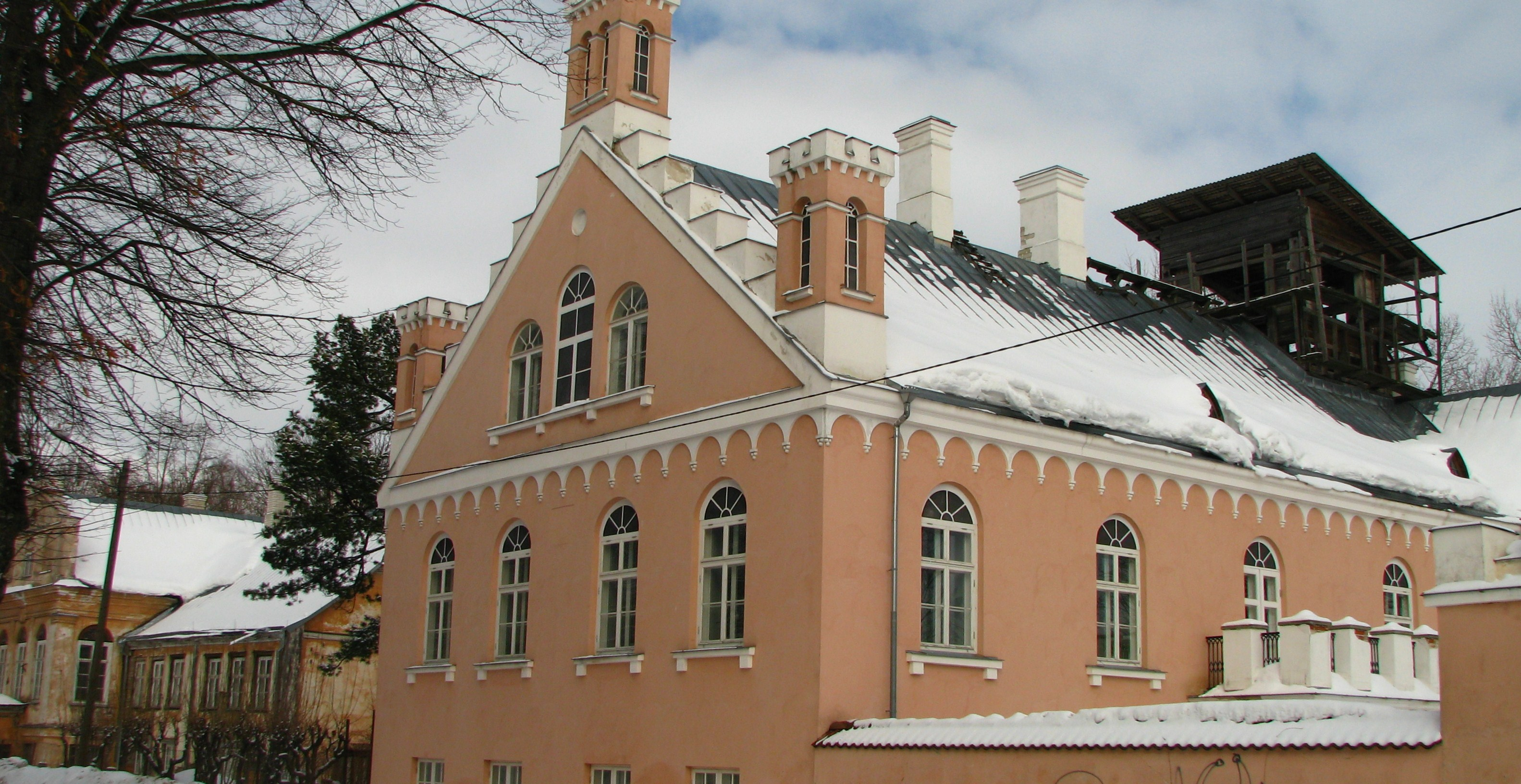
Manoir de Karlova
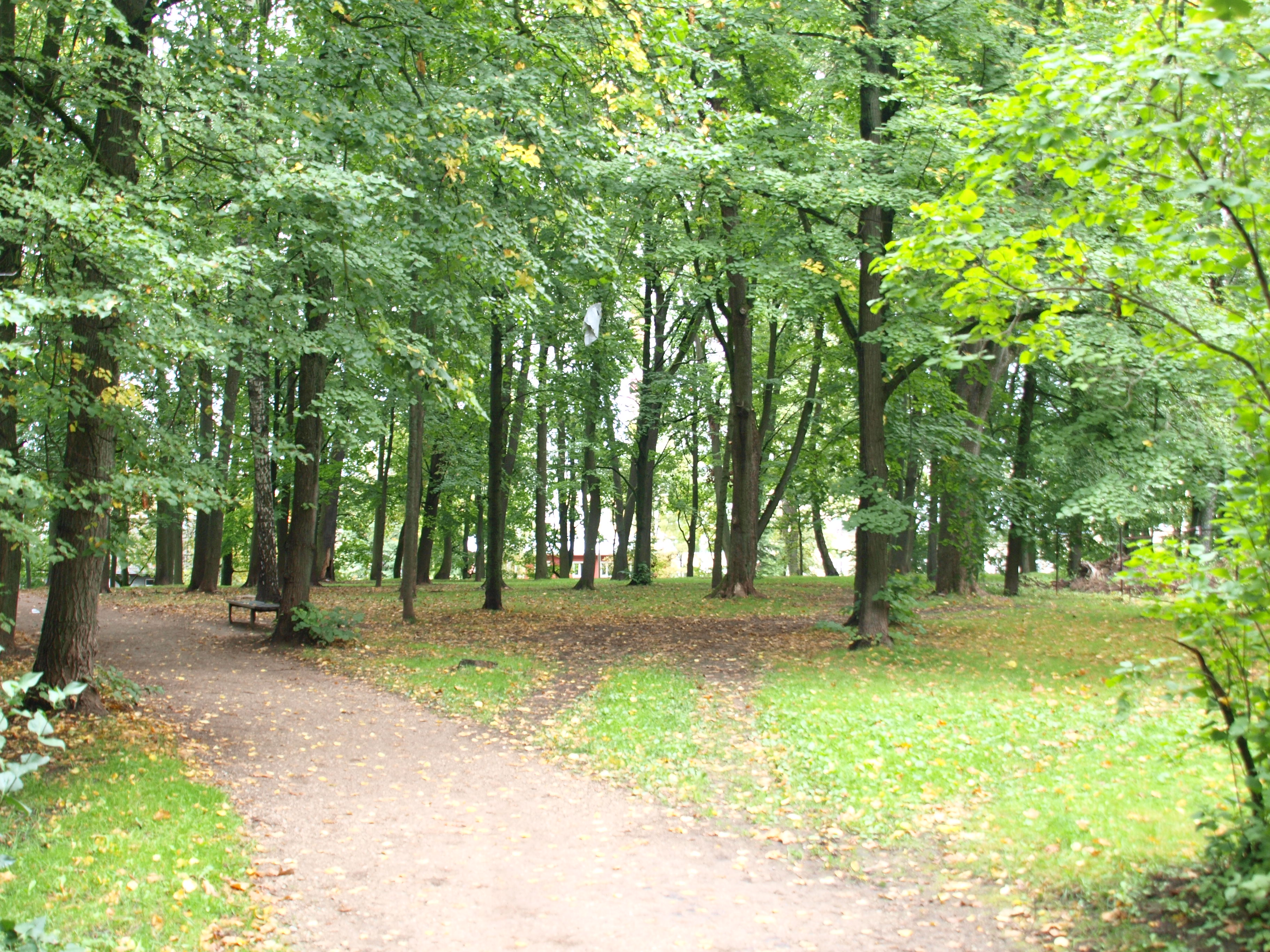
Parc du manoir de Karlova.